# Allophylus decaryi
Allophylus decaryi är en kinesträdsväxtart som beskrevs av Languy & Choux. Allophylus decaryi ingår i släktet Allophylus och familjen kinesträdsväxter. Inga underarter finns listade i Catalogue of Life.